# District de Chatkal
Le district de Chatkal (en kirghize (langue) : Чаткал району) est un raion de la province de Jalal-Abad dans l'ouest du Kirghizistan. Son chef-lieu est le village de Kanysh-Kyya. Sa superficie est de 4 608 km2, et 22 490 personnes y résidaient en 2009.

## Communautés rurales et villages
Le district de Chatkal est constitué de 4 communautés rurales (aiyl okmotu), chacune regroupant un ou plusieurs villages, :
1. Kanysh-Kyya (villages Kanysh-Kyya (centre), Aygyr-Jar, Bashky-Terek, Korgon-Say, Kyzyl-Tokoy et Chakmak-Suu)
2. Jangy-Bazar (villages Jangy-Bazar (centre), Ak-Tash et Kurulush)
3. Sumsar
4. Terek-Say